# Markel Brown
Markel Brown (ur. 29 stycznia 1992 w Pineville) – amerykański koszykarz, występujący na pozycjach rozgrywającego lub rzucającego obrońcy, aktualnie zawodnik Telenet Giants Antwerpia.
24 września 2017 podpisał umowę na czas obozu treningowego z Oklahoma City Thunder. 11 października został zwolniony.
15 stycznia 2018 podpisał umowę z Houston Rockets na występy zarówno w NBA, jak i zespole G-League. 25 lipca 2018 został zawodnikiem tureckiego Darüşşafaka Stambuł.
21 sierpnia 2021 dołączył do belgijskiego Telenet Giants Antwerpia.

## Osiągnięcia
Stan na 9 października 2021, na podstawie, o ile nie zaznaczono inaczej.
NCAA
- Uczestnik turnieju NCAA (2013, 2014)
- 2-krotnie zaliczony do II składu Big 12 (2013, 2014)

Klubowe
- Wicemistrz Rosji/VTB (2017)
- Uczestnik rozgrywek:
  - TOP 16 pucharu Rosji (2017)
  - Eurocup (2017)